# Steeple Aston

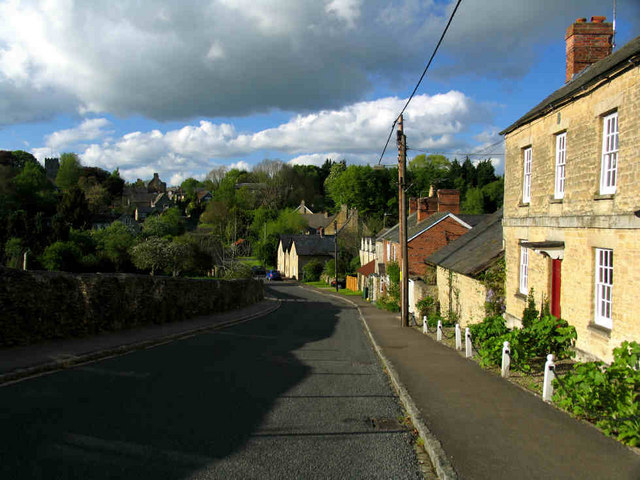
Paines Hill, Steeple Aston

Steeple Aston ist ein Dorf oberhalb des Tals des Flusses Cherwell in Oxfordshire, England, etwa 11 km (7 Meilen) westlich von Bicester und 16 km (10 Meilen) südlich von Banbury.

## Kirche

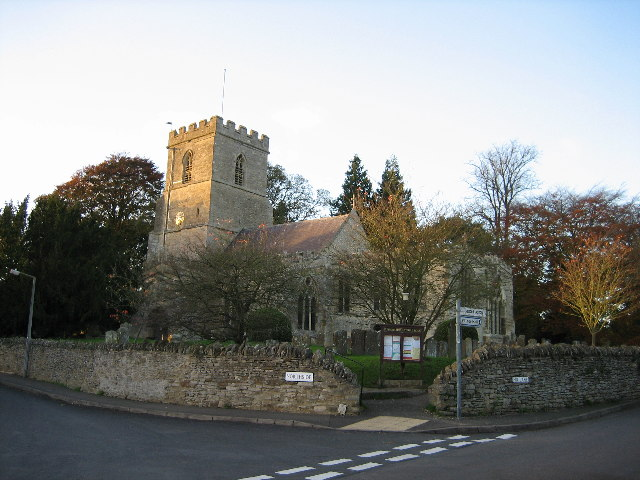
Peter-und-Paul-Kirche

Die Kirche aus dem 13. Jahrhundert mit Erweiterungen im Perpendicular Style ist den Heiligen Peter und Paul gewidmet.

## Pub
Steeple Aston hat einen Pub, The Red Lion der Hook Norton Brewery, der 1903 eröffnet wurde. Früher gab es darüber hinaus The White Lion der 1870 eröffnet wurde. Außerdem gibt es The Holt Hotel am Rand der Gemeinde an der A4260 etwa 1½ km südlich des Dorfes.

## Sport
Der Steeple Aston Cricket Club ist bekannt dafür, etwa ⅔ aller Austragungen zu gewinnen.

## Verkehr

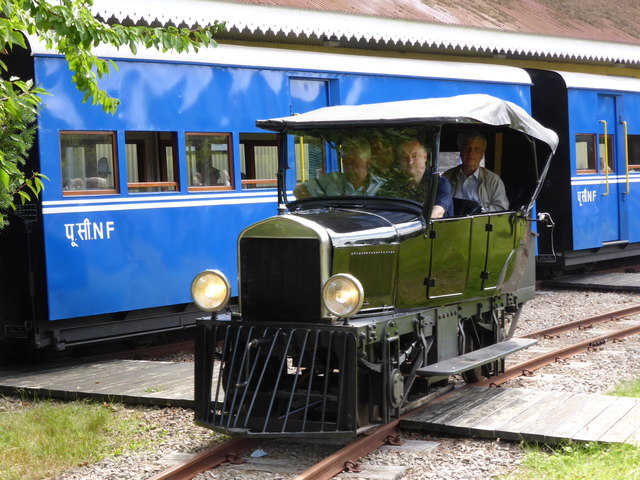
Draisine des Typs Ford Model T auf der Beeches Light Railway

Steeple Aston liegt östlich der A4260 von Banbury nach Oxford. Mit Bicester ist es im Osten über die B4030 verbunden. Etwa 1½ km südöstlich des Dorfes liegt der Bahnhof Heyford mit Zügen nach Banbury, Oxford und Birmingham. Am Rand des Dorfes gibt es die Beeches Light Railway, eine private Schmalspurbahn des ehemaligen Direktors eines Eisenbahnunternehmens Adrian Shooter.

## Persönlichkeiten
- Walter Moberly (1832–1915), Ingenieur und Entdecker